# Volta (Björk)

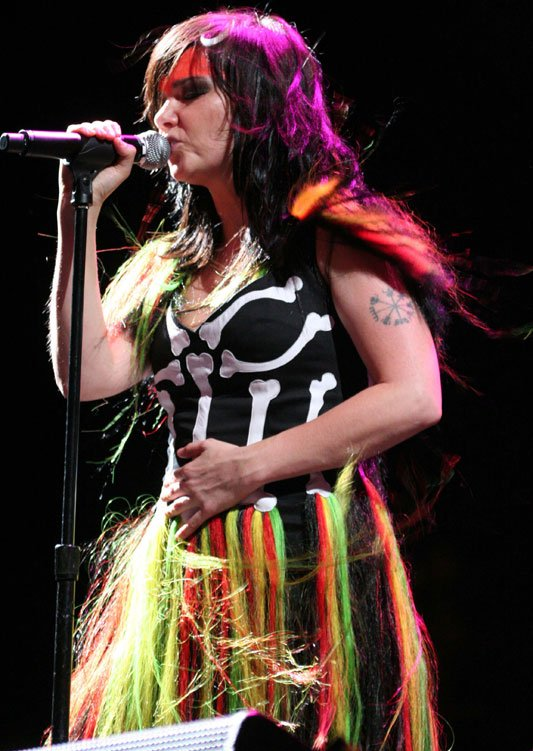
Björk

Volta is het zesde studioalbum van de IJslandse zangeres Björk. Het album kwam uit op 4 mei 2007 en bevat tien liedjes. Het was haar eerste album dat ze geheel zelf produceerde.

## Nummers
1. Earth Intruders (Björk/Timberland/Nate Hills)
2. Wanderlust (Björk/Sjòn)
3. Dull Flame of Desire  (met Antony Hegarty)  (Björk, Fjodor Tjoettsjev)
4. Innocence (Björk/Timberland/Nate Hills)
5. I See Who You Are (Björk/Mark Bell)
6. Vertebrae by Vertebrae (Björk)
7. Pneumonia (Björk)
8. Hope (Björk/Timberland)
9. Declare Independence (Björk/Mark Bell)
10. My Juvenile  (met Antony Hegarty)  (Björk)

De tekst van The Dull Flame of Desire is een vertaling van een door Fjodor Tjoettsjev geschreven gedicht.

### Speciale uitgave
Een speciale uitgave van het album was anders vormgegeven en voorzien van een bonus-dvd met daarop het album in 5.1 surround-kwaliteit.

## Singles
De eerste single van het album was Earth Intruders en die kwam alleen als download uit. Innocence werd als volgende single uitgegeven. Er werd een wedstrijd georganiseerd, waarbij mensen een videoclip voor het liedje konden bedenken en insturen. De winnaar mocht zijn of haar clip met Björk opnemen. Na Innocence volgden de singles Declare Independence, Wanderlust en The Dull Flame of Desire.